# Костёл Успения Пресвятой Девы Марии (Зембин)
Костёл Успения Пресвятой Девы Марии — бывший католический храм в Зембине Борисовского района Минской области. Объект Государственного списка историко-культурных ценностей Республики Беларусь.

## История
В 1640 году в Зембине подкоморием ошмянским Адамом Саковичем и его женой Марцианой из Тышкевичей был основан доминиканский монастырь, а деревянный костёл Успения Пресвятой Девы Марии, построенный в 1609 году, был передан монахам. Щедрые супруги записали монастырю и фольварк Поляны с правом ловли рыбы в окрестных озёрах, варки и продажи меда, пива и другого спиртного.
В 1790 году деревянный костёл сгорел, а спустя 20 лет на его месте было возведено монументальное кирпичное здание. При монастыре была школа и большая библиотека, которая была уничтожена во время войны 1812 года. В XIX веке монастырь был конфискован в казну и перестроен под церковь в начале XX века. Костел успели отреставрировать, но в 1932 году советская власть закрыла его снова. С того времени храм постепенно разрушался и сейчас[когда?] от него осталась фронтальная стена со скульптурой Девы Марии под крестом, и горы кирпича внутри.
В ночь с 9 на 10 апреля 2022 года часть боковой стены и фронтона храма обвалилась, возникла угроза дальнейшего разрушения фронтона.